# Vanderley Dias Marinho
Vanderley Dias Marinho, meglio noto come Derley (São Luís, 29 dicembre 1987), è un calciatore brasiliano, attaccante del Chonburi.

## Carriera
Dopo alcuni anni fra club minori del Brasile viene acquistato dal Marítimo sottoscrivendo un contratto quadriennale. Si mette in mostra alla sua prima stagione nella prima divisione portoghese andando a segno ben 16 volte, terminando secondo nella classifica marcatori dietro a Jackson Martínez.
Al termine della stagione viene acquistato dal Benfica per 3 milioni di euro.

## Palmarès

### Club

#### Competizioni nazionali
- Supercoppa di Portogallo: 1

Benfica: 2014
- Campionato portoghese: 1

Benfica: 2014-2015
- Coppa di Lega portoghese: 1

Benfica: 2014-2015
- Coppa del Portogallo: 1

Desp. Aves: 2017-2018
- Thai League 2: 1

Chonburi: 2024-2025